# Maol rubha
Maol rubha, ou Maolrubha, ou Maëlrub, parfois Morubha ou Malruibhe (irlandais : Máel ruba, vieil irlandais : Máelrubai, latin : Rufus) est un moine gaël né en Irlande en 642 et mort en Écosse en 722.  Son nom gaélique signifie « chauve roux » et lui vient probablement d'un sobriquet dû à sa tonsure monastique. Il est originaire de Beannchar, dans le comté de Dúin en Irlande et a fondé un monastère dans le Comraich (« le Sanctuaire », anglais : Applecross) du Ros (anglais : Ross), l'un des monastères chrétiens les plus connus de cette époque,,.

## Biographie
Maol rubha naît dans la région de Doire Chaluim Chille (« Doire de Columba », anglais: Derry) et suit un enseignement monastique à l'abbaye de Beannchar (anglais : Bangor), dans le comté du Dúin (anglais : Down) en Irlande. En 671, à trente ans, il quitte le Dal Riata irlandais avec un groupe de moines et traverse la mer avec pour mission d'évangéliser le Dal Riata d'Écosse et les Pictes. Ils débarquent d'abord dans l'Earra-Ghàidheal (littéralement « la terre des Gaels », anglais : Argyll), puis remontent vers le nord. Le beul-aithris (tradition orale) veut que Maol Rubha et ses moines aient d'abord touché terre sur une petite île au large de Camas Tearach (anglais : Camusterrach), connue aujourd'hui sous le nom de Saint Island. Ils finissent par s'installer un peu plus au nord, dans une vallée fermée, plus vaste et plus fertile, tournée vers la mer. Il la nomment le « Sanctuaire ». On ne sait pas si elle était déjà occupée par des populations gaels ou pictes, mais les moines évangélistes en font l'acquisition, d'une manière ou d'une autre. Maol Rubha déclare que dans un rayon d'une dizaine de kilomètres, les terres appartiennent au monastère nouvellement fondé,. 
Le monastère du Sanctuaire devient vite un haut lieu culturel et religieux et pendant une soixantaine d'années, il constitue une base pour toutes les missions du moine évangéliste. Maol Rubha et sa mission écossaise sont mentionnés dans les annales irlandaises. On sait par exemple qu'il a aussi évangélisé des populations sur les îles de Skye et de Leodhas (anglais : Lewis).
Le folklore veut que Maol Rubha ait été tué par des vikings quelque part, dans le Srath Nabhair (vallon du Nabhair, anglais : Strathnaver). Il aurait construit une cellule près d'Inbhir Sgail (« Embouchure du Skail », anglais : Inverskail) là où le torrent Skail se jette dans le fleuve Nabhair. Une pierre marquée d'une croix marquerait l'emplacement de sa sépulture, près du Nabhair. Une autre légende veut qu'une croix dite « du prêtre roux », marque le lieu de son meurtre. Ces assertions restent très controversées, notamment parce qu'au Royaume-Uni, les premiers raids vikings connus datent des années 790, soit 70 ans après sa mort.
Une autre tradition, trouvée dans le bréviaire d'Aberdeen, est qu'il a été tué à Urquhart et enterré à Abercrossan. C'est probablement une erreur découlant d'une confusion de noms de lieux gaéliques. Les sources les plus fiables sont les annales irlandaises contemporaines, qui indiquent qu'il serait mort dans le Sanctuaire, à 80 ans,. 

## Culte et postérité

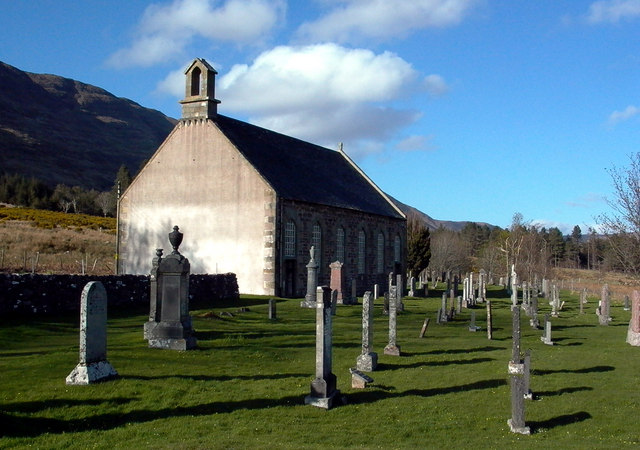
Eaglais a' Chlachain, "l'église des pierres", dans le Sanctuaire.

Maol Rubha est considéré comme l'un des principaux moines évangélistes gaels dont on ait des traces. Sa présence en Écosse est à l'origine de nombreux toponymes, à commencer par le Sanctuaire : le toponyme gaélique A' Chomraich vient du fait que les terres du monastère étaient bornées de croix (le toponyme anglais : Applecross, en revanche, ne vient pas de ces croix, mais du gaélique Abarcrosain, du nom picte du fleuve qui traverse la vallée). Le monastère fondé par Maol Rubha aurait existé pendant un siècle et demi. On en conserve quelque traces, malgré les raids vikings et le fait que les populations locales successives aient réutilisé les pierres pour leurs constructions. Des ruines existent encore et au XXe siècle, des fragments de pierres gravées ont été exhumés. Ils sont aujourd'hui exposés à l'Heritage Centre du Sanctuaire. La ruine la plus importante est une grande pierre gravée qui se trouve à gauche de la porte du cimetière. Elle marque l'emplacement de la tombe de Ruaraidh Mor MacAogan (« Ruraidh le grand, fils de Aogan »), qui fut abbé du sanctuaire et qui, selon les Annales de l'Ulster, serait décédé en 801, alors qu'il était devenu l'Abbé de Doire Chaluim Chille. Les détails de cette pierre prouvent que le monastère du Sanctuaire était puissant et que son influence s'étendait sans doute bien au-delà de ses terres.
Maol Rubha a été révéré dans de nombreux autres endroits qu'il avait évangélisés. Des toponymes lui sont attribués à Diùranais et dans le Farr, sur la côte nord de l'Écosse. L'île Maolruibhe sur le Loch Maree, abrite les restes d'une chapelle, d'un cimetière, d'un puits sacré et d'un arbre sacré, qui sont considérés comme l'un des ermitages occupés par le moine. Cette île a été pendant de nombreuses années un lieu de pèlerinage pour les personnes atteintes de troubles mentaux. Thomas Pennant, qui avait visité l'endroit en 1772, avait déclaré que les malheureux étaient forcés de boire l'eau bénite du puits sacré et ont ensuite creusé trois fois dans le loch tous les jours pendant trois semaines. La pratique aurait continué au XIXe siècle, à ceci près que vers 1838, les personnes souffrantes faisaient le tour de l'île dans une barque.

## Sources
Les sources principales connues concernant Maol Rubha et le Sanctuaire sont:  
- Un manuscrit non publié de Coinneach MacRath (anglais : Kenneth MacRae), qui était originaire du Sanctuaire et membre de la Société des antiquaires de Londres (http://www.applecrossheritage.org.uk/christian.html).
- The Mackenzie Lairds of Applecross, par K. D. Macdonald. University of Glasgow
- The Rising of the Stewarts, par Agnes Muir Mackenzie
- The Passing of the Stewarts, par Agnes Muir Mackenzie
- Celtic Myths and Legends par T. W. Rolleston
- Highland Clearances Trail par R. Gibson

## Littérature
Somhairle MacGill-Eain (anglais : Sorley maclean) fait référence à Maol Rubha dans son poème Sgreapadal: 
Sgreapadal an crò ’s a’ bhuaile
Le ballachan a deas ’s an iar ’s a tuath,
Agus an ear an linne
A-null gu Comraich Ma Ruibhe.